# NGC 1562
NGC 1562 是位於南天波江座的一個透鏡狀星系。根據哈伯序列，NGC 1562屬於S0。該天體距離银河系有4.07亿光年。該天體於1885年11月12日由法蘭斯·萊文沃思發現。